# Bota de esquí

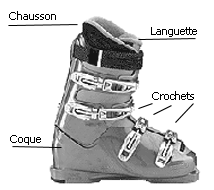
Bota de esquí

Las botas son el calzado que se utiliza para practicar el esquí. La mayoría de las botas de esquí son de plástico duro que impide en gran medida que los movimientos sean fluidos. Ello, sin embargo, no justifica que tengan que ser incómodas. 
La función del calzado es mantener el pie en una posición cómoda y segura para esquiar y una bota que no se ajuste bien puede convertirse en un gran problema. Algunos consejos, tanto al comprar como al alquilar unas botas, son los siguientes:
1. Asegurarse que el peso del esquiador esté de acuerdo con la dureza de la bota.
2. Tener en cuenta el nivel de esquí: las botas de iniciación son muy resistentes, ligeras, cómodas y fáciles de manejar.
3. Finalmente, lo más importante es que le queden y lo sujeten bien, además de saber que el número de la bota siempre es igual al número de su zapato.
4. Los dedos deben tocar la punta interior de la bota, al mismo tiempo que tienes que poder moverlos con libertad. Si no es así, coge una talla menos.

No es necesario comprarlas más grande para calzar medias más gordas, etc. La elección es delicada y sujeta a tener mucho cuidado ya que una bota mal elegida puede originar lesiones, incomodidad, dolor, y cansancio.

## Botas de snowboard
En este deporte, la bota desempeña un papel esencial en la transmisión de los apoyos. Contribuye al control de la tabla, y debe proteger también el pie de los golpes y del frío. 
Un practicante de snowboard, de bueno a experto, debe optar por un producto bastante rígido y firme. Cuanto más rígido sea un botín, mejores serán la sujeción y la transmisión de los apoyos. Un botín firme, con un relleno de grosores variables garantiza una sujeción perfecta del pie. Muy cómodo e ideal para la absorción de los golpes, algunas botas poseen un amortiguador de espuma EVA en el talón adosado en la entre suela.